# Првенство Југославије у фудбалу 1923.
Прво фудбалско првенство Краљевине Срба, Хрвата и Словенаца одржано је 1923. године уз учешће 6 клубова.

## Систем такмичења
Прво првенство је организовано по једноструком куп систему (без реванша). Победничка екипа је ишла даље, а поражена је испадала из даљег такмичења. У четвртфиналу и полуфиналу играла се по једна, док су се у финалу играле две утакмице. Пошто је било само шест клубова у четвртфиналу су играла три пара. Победник трећег пара ишао је директно у финале. 

## Учесници првенства
- Бачка, Суботица
- 1. ХШК Грађански, Загреб
- Илирија, Љубљана
- Југославија, Београд
- САШК, Сарајево
- Хајдук, Сплит

AD BAĆKA Subotica (Atletičarsko Društvo BAČKA - Pobednik Subotičkog Podsaveza)
1.HŠK GRADJANSKI (Prvi Hrvatski Športski Klub GRADJANSKI - Pobednik Zagrebačkog Podsaveza)
SK ILIRIJA (Sportski Klub ILIRIJA - LJubljanskog)
SK JUGOSLAVIJA (Sportski Klub JUGOSLAVIJA - Beogradskog)
SAŠK (Sarajevski Amaterski Športski Klub - Pobednik Sarajevskog Podsaveza)
ŠK HAJDUK Split (Športski Klub HAJDUK - Splitskog)

## Првенство

### Четвртфинале
Југославија 2 : 1 Бачка
САШК 4 : 3 Хајдук
Грађански 2 : 1 Илирија

### Полуфинале
Југославија 3 : 4 САШК
Грађански (директно у финале)

### Финале
Грађански 5 : 3 САШК 1 : 1, 4 : 2

### Освајач лиге
ХШК Грађански (тренер:Артур Гаскел)
Драгутин Врђука
Фриц Фердербер
Михо Ремец
Јарослав Шифер
Драгутин Враговић (капитен)
Рудолф Рупец
Рудолф Хитрец
Драгутин Бабић
Стјепан Пасинек
Антун Павлековић
Фрањо Мантлер
Емил Першка
Бела Шефер
Славин Циндрић
Геза Абрахам
| Првак Југославије у фудбалу 1923. |
| --------------------------------- |
| 1. ХШК Грађански                  |
| Прва титула                       |

## Листа стрелаца
4 : Драган Јовановић (ЈУГ)  
3 : Стјепан Пасинек (ГРДЈ)  , Антон Фелвер (САШК) 
2 : Франз Мантлер (ГРДЈ)  , Карло Јакупец (САШК) 
1 : Виктор Готз, Е.Першка (ГРДЈ), Неџад Сулејманпашић, Фердинанд Готз, Драгутин Сиебер, Јосип Плачек (САШК), Дамјан Дјурић (ЈУГ) , Јарослав Бохата, Миховил Б. Курир, Мирко Мацхиедо (ХАЈ), Ремија Марцикић (БЧК), Фрањо Учак (ИЛР)
2 ауто-гола дали су Мирко Боначић - Хајдук против САШКА и Петар Радојковић – Југославија, такође против САШКА.